# Gesetz zur Neugliederung des Ennepe-Ruhr-Kreises
Das Gesetz zur Neugliederung des Ennepe-Ruhr-Kreises wurde am 16. Dezember 1969 verkündet und gliederte den Ennepe-Ruhr-Kreis und seine Gemeinden neu.
Insgesamt wurden vier neue Städte gebildet und drei kreisangehörige Städte vergrößert, während Ennepetal und Herdecke vom Gesetz nahezu unberührt blieben. Dafür wurde der Kreis auch in seinen Außengrenzen verändert, er gab Gebiete an einige der angrenzenden Kreise und kreisfreien Städte ab.

## Kurzbeschreibung

### I. Abschnitt: Gebietsänderungen im Bereich der Gemeinden
§ 1 Stadt Hattingen
Die Städte Hattingen (Amt Hattingen) und Blankenstein (Amt Blankenstein; ohne Buchholz) sowie die Gemeinden Bredenscheid-Stüter, Niederelfringhausen, Oberelfringhausen, Oberstüter und Winz (alle Amt Hattingen) werden zu einer neuen Stadt Hattingen vereinigt. Die Ämter Blankenstein und Hattingen werden aufgelöst, die Stadt Hattingen ist deren Rechtsnachfolger.
Der bisherigen Stadt Blankenstein war kein langer Bestand vergönnt. Sie wurde in dieser Form 1966 errichtet und umfasste ferner die Ortsteile Buchholz, Holthausen und Welper.
§ 2 Stadt Herbede
Der Ortsteil Buchholz der Stadt Blankenstein wird in die Stadt Herbede umgegliedert.
§ 3 Stadt Wetter (Ruhr)
Die nördlich der Ruhr gelegene Stadt Wetter (Ruhr) wird mit den gegenüber liegenden Gemeinden Esborn, Volmarstein und Wengern des Amtes Volmarstein zur neuen Stadt Wetter (Ruhr) vereinigt. In diese werden außerdem Gebiete der Gemeinden Silschede und Berge eingegliedert. Das Amt Volmarstein wird aufgelöst, die Stadt Wetter (Ruhr) ist Rechtsnachfolgerin.
§ 4 Stadt Sprockhövel
Die Gemeinden Haßlinghausen, Hiddinghausen und Gennebreck des Amtes Haßlinghausen werden mit der Gemeinde Sprockhövel des Amtes Blankenstein zu einer neuen Gemeinde Sprockhövel vereinigt, welche gleichzeitig die Bezeichnung „Stadt“ erhält. Zum Stadtgebiet kommen noch Gebiete der Gemeinden Asbeck, Bredenscheid-Stüter, Esborn, Linderhausen und Silschede. Die neue Stadt Sprockhövel ist Rechtsnachfolgerin des aufgelösten Amtes Haßlinghausen.
§ 5 Stadt Schwelm
Die Kreisstadt Schwelm wird um das Gebiet der Gemeinde Linderhausen vergrößert.
§ 6 Stadt Gevelsberg
Die verbliebenen Gemeinden des Amtes Volmarstein, Asbeck, Berge und Silschede, werden zusammen mit Flurstücken der Gemeinden Haßlinghausen und Linderhausen in die Stadt Gevelsberg eingegliedert.
§ 7 Stadt Breckerfeld
Das Amt Breckerfeld wird aufgelöst. Die dazugehörigen Gemeinden Breckerfeld und Dahl werden zu einer neuen Gemeinde Breckerfeld vereinigt, welche die Bezeichnung „Stadt“ erhält. In die neue Stadt werden noch einige Gebiete von Waldbauer und Schalksmühle eingegliedert.
§ 8 Kreisfreie Stadt Essen
Die Gemeinde Altendorf des Amtes Hattingen wird in die kreisfreie Stadt Essen eingegliedert und wechselt damit politisch von Westfalen nach Nordrhein.
Da es in Essen bereits einen Stadtteil Altendorf gab, bekam der neue Stadtteil zunächst den Namen Altendorf (Ruhr), später wurde dieser in Burgaltendorf umbenannt, in Anlehnung an die Burg Altendorf.
§ 9 Stadt Langenberg
Einige Gebiete der Gemeinden Winz und Niederelfringhausen werden in die Stadt Langenberg (Rheinland) im Kreis Düsseldorf-Mettmann umgegliedert. Darunter befindet sich auch der Ort Nierenhof, welcher politisch nordrheinisch wird, aber kirchlich weiterhin zur Westfälischen Landeskirche gehört.
§ 10 Kreisfreie Stadt Witten
In die kreisfreie Stadt Witten werden Flurstücke der Gemeinden Herdecke und Wengern eingegliedert.
§ 11 Kreisfreie Stadt Hagen
Die kreisfreie Stadt Hagen wird um die Gemeinde Waldbauer (Amt Breckerfeld) sowie um Fluren der Gemeinden Dahl und Ennepetal vergrößert.
§ 12 Gemeinde Schalksmühle
Der Ortsteil Im Dahl der Gemeinde Breckerfeld wird in die Gemeinde Schalksmühle eingegliedert und wechselt so in den Kreis Lüdenscheid. Das Dorf wird dort dem Ortsteil Dahlerbrück zugeordnet.
§ 13 Kreisfreie Stadt Wuppertal
Auch die kreisfreie Stadt Wuppertal erhält durch dieses Gesetz Gebietszuwachs: Von den Gemeinden Linderhausen und Haßlinghausen sind dies die Orte Blumenroth, Erlenrode, Uhlenbruch und Schmiedestraße (heute Quartier Nächstebreck-Ost), von der Stadt Schwelm ist es das Gebiet des Flugplatzes Langerfeld.

### II. Abschnitt: Schlussvorschriften
§ 14 Bestätigungen und Maßgaben
Die Gebietsänderungsverträge der Gemeinden und Ämter sowie die Bestimmungen des Oberkreisdirektors, des Arnsberger Regierungspräsidenten sowie des Innenministers werden mit verschiedenen Maßgaben bestätigt.
§ 15 Sparkassen in Hattingen und Herbede
Die Städte Hattingen und Herbede bilden einen Sparkassenzweckverband, der Rechtsnachfolger des Zweckverbandes der Verbandssparkasse Hattingen und der Stadtsparkasse Hattingen ist. Der Sparkassenzweckverband muss dabei seine Sparkassen bis zum 1. Januar 1971 zu einer Sparkasse vereinigen. Dabei werden die Zweigstelle in Altendorf an die Stadtsparkasse Essen und die Zweigstelle in Nierenhof an die Stadtsparkasse zu Langenberg (heute Sparkasse Hilden-Ratingen-Velbert) übertragen.
Nachdem die Stadt Herbede 1975 nach Witten eingemeindet wurde und die örtlichen Sparkassenfilialen so an die Sparkasse Witten übergingen, bildet die Stadt Hattingen nunmehr eine eigene Sparkasse.
§ 16 Sparkassen in Sprockhövel
Die Stadt Sprockhövel wird Gewährträger der Amtssparkasse Blankenstein und vereinigt diese bis zum 1. Januar 1971 mit der örtlichen Sparkasse zu einer neuen Stadtsparkasse Sprockhövel. Die Filialen in Blankenstein, Hammerthal und Welper werden dabei an die neue Hattinger Sparkasse übertragen.
§ 17 Sparkassen in Wetter (Ruhr)
Auch die Stadt Wetter (Ruhr) muss bis zum 1. Januar 1971 ihre Sparkassen vereinigen (Stadtsparkasse Wetter (Ruhr)). Die Geschäftsstellen Berge und Silschede der Amtssparkasse Volmarstein werden dabei der Stadtsparkasse Gevelsberg angegliedert.
§ 18 Neuwahl in Schalksmühle
Der Rat der Gemeinde Schalksmühle wird aufgelöst und muss so neu gewählt werden.
Der bisherige Gemeinderat, der durch die Neubildung der Gemeinde durch das Gesetz zur Neugliederung des Landkreises Altena und der kreisfreien Stadt Lüdenscheid gebildet wurde, existierte damit nur wenige Monate.
§ 19 Amtsverwaltung in Breckerfeld
Die Personalvertretung der Amtsverwaltung in Breckerfeld bleibt bis zur Neuwahl als Personalvertretung der neuen Stadt Breckerfeld im Amt.
§ 20 Amtsgerichte
Die neuen Gemeinden werden den Amtsgerichten zugeordnet: Breckerfeld dem Amtsgericht Hagen, Hattingen und Sprockhövel dem Amtsgericht Hattingen und Wetter dem Amtsgericht Wetter (Ruhr). Der neue Essener Stadtteil Altendorf (Ruhr) bzw. Burgaltendorf wird dem Amtsgericht Essen-Steele unterstellt.
§ 21 Regelungen zu Berufsschulen
Berufsschulen werden im Kreisgebiet künftig ausschließlich vom Ennepe-Ruhr-Kreis errichtet und getragen. Die Berufsschulverbände Ennepe-Ruhr-Süd, Ennepe-Ruhr-Ost und Ennepe-Ruhr-Nord werden vom Kreis abgewickelt.
§ 22 Inkrafttreten
Das Gesetz tritt am 1. Januar 1970 in Kraft.

## Spätere Änderungen
Durch eine Entscheidung des Verwaltungsgerichtshofs vom 18. Dezember 1970 wurde die Eingemeindung Waldbauers nach Hagen für nichtig erklärt. Waldbauer wurde so wieder eigenständig. Durch das Sauerland/Paderborn-Gesetz wurde sie nach Breckerfeld eingemeindet. Das Gebiet des Flugplatzes Hagen wurde dagegen nach Hagen eingegliedert, ebenso der Ortsteil Dahl der Stadt Breckerfeld und das Gebiet der Hasper Talsperre (bisher Ennepetal).
Die Stadt Herbede wurde durch das Ruhrgebiet-Gesetz nach Witten eingemeindet und diese wiederum in den Ennepe-Ruhr-Kreis eingegliedert. Obwohl die ehemalige kreisfreie Stadt Witten nunmehr die größte Stadt des Kreises war, blieb der Kreissitz in Schwelm.
Die Stadt Langenberg und mit ihr auch der Ort Nierenhof wurden durch das Düsseldorf-Gesetz nach Velbert eingegliedert.